# Francesco Soderini

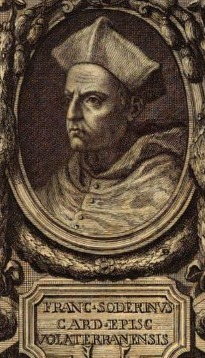
Kardinal Francesco Soderini als Bischof von Volterra (Stich von Antonio Moncada di Paternò), 16. Jahrhundert

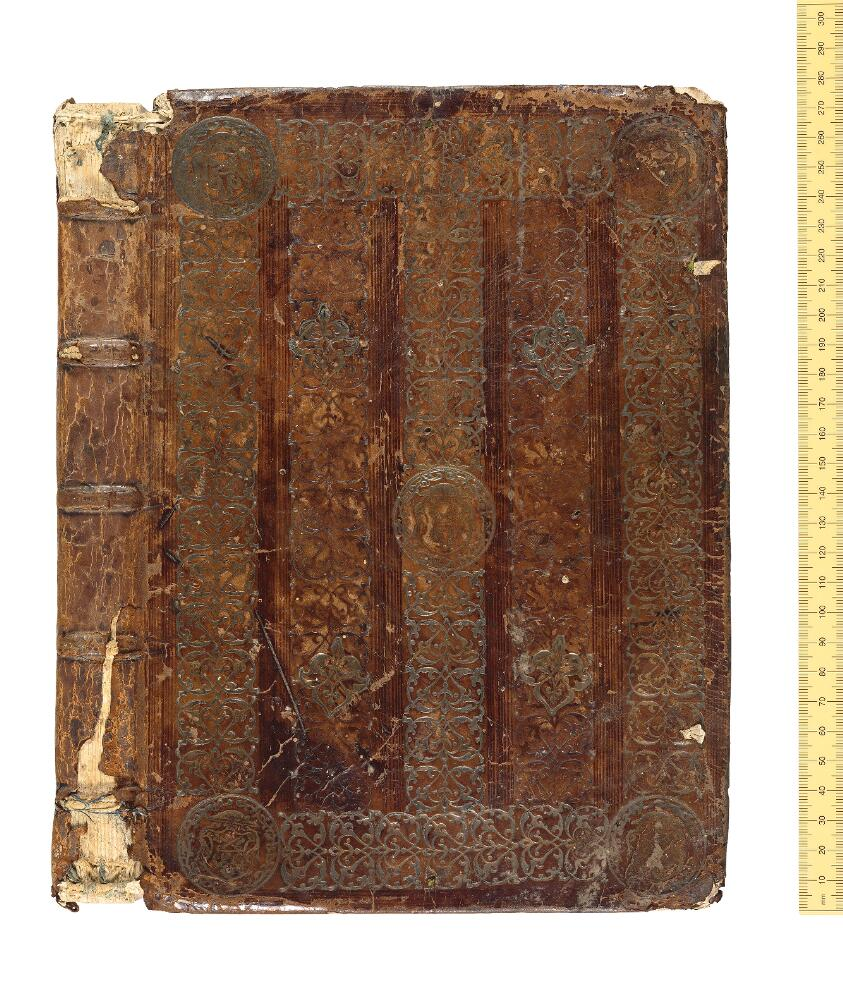
Buchdeckel von 1514 mit dem Kardinalswappen Francesco Soderinis (l.u.)

Francesco di Tommaso Soderini (* 10. Juni 1453 in Florenz; † 17. Mai 1524 in Rom) war ein italienischer Kardinal und einer der Brüder von Piero Soderini.

## Leben
Francesco Soderini wurde als einer von vier Brüdern im Gonfalone Drago, also im Stadtteil Oltrarno von Florenz, geboren. Seine Mutter, Dianora di Francesco Tornabuoni, war eine Schwester von Lucrezia Tornabuoni und somit eine Tante von Lorenzo de’ Medici.

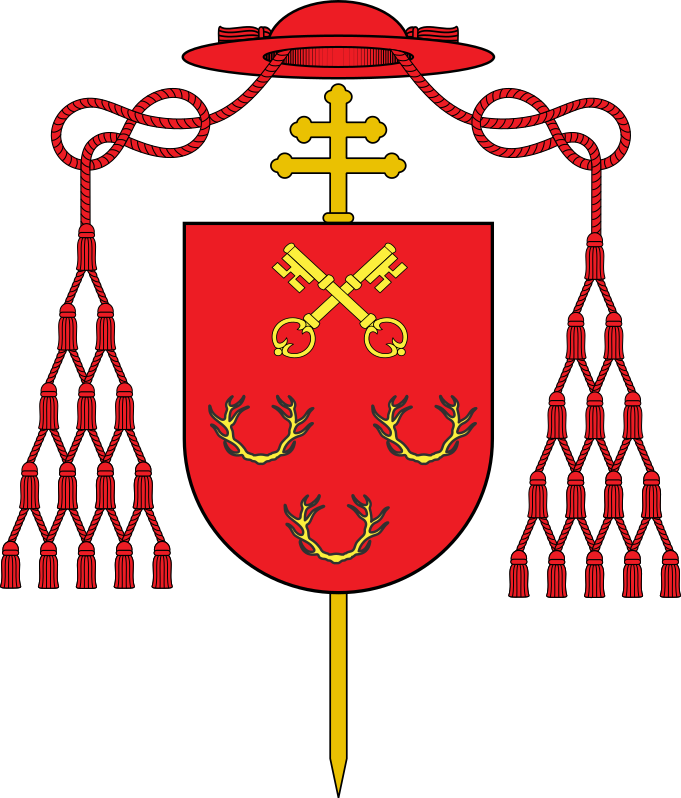
Soderinis Kardinalswappen (schematische Darstellung)

Das Familienbündnis der Soderini und der Medici war in den Jahrzehnten bis 1494 prägend. Francesco wurde ab 1472 am Studio Fiorentino bzw. ab 1473 am Studio Pisano ausgebildet und im März 1478 zum Bischof von Volterra ernannt. Nachdem Innozenz VIII. die Zahl der Apostolischen Sekretäre von sechs auf dreißig angehoben hatte, nahm Soderini am 1. Januar 1488 das in diesem Kreis siedelnde Amt eines Auditors auf. Rinaldo Orsini, der Erzbischof von Florenz, hatte von diesem Amt gelassen.
Der Sturz der Medici vom 9. November 1494 und der Beginn der Italienischen Kriege waren eine Zäsur für die Soderini: Sie gehörten dem Kreis von führenden Häuptern an, der mit der gegen die vertriebenen Tyrannen aufgerichteten Republik zu identifizieren war. Da das Bündnis mit Frankreich lebenswichtig war, wurde Francesco Soderini Ende Dezember 1495 erstmals an den Königshof entsandt. Für das kommunal bedeutendste Ereignis der Folgejahre, den Tag des Sturmes auf den Konvent von San Marco, ist Soderini anekdotisch belegt. Während an diesem 7. April 1498 das aufgebrachte Volk das Kloster berannte und auf das Ende von Girolamo Savonarola hinwirkte, wandte sich ein Mob auch gegen den Stadtpalazzo von Paolantonio Soderini. Francesco warf sich angeblich sein Chorhemd über, verschaffte sich Autorität und wandte das Unheil ab. Der politische Hintergrund der Unruhen war die Führung der herrschenden Partei der Frateschi, die sich auf geistlicher Ebene der Autorität des Mönches bedient hatte. Der Niedergang war gleichwohl nur vorübergehend, da sich im Zeitraum weniger Wochen in Italien eine Rückkehr der französischen Macht abzeichnete.
Als die Streitmacht von Ludwig XII. im Spätsommer 1499 den Krieg erneut nach Italien trug, bezeugte Soderini in der Lombardei die Stunden der Flucht von Lodovico Sforza. Er selbst brach aus Mailand wenige Tage später, am 4. September, unter der Zusage sicheren Geleits gegen Süden auf. In der nun folgenden Zeit der französischen Vor- und Schutzherrschaft hatte er an rückblickend sehr prominenten, reich tradierten Ereignissen Anteil: Im September 1501 nahm er erneut den Weg nach Frankreich. Im Juni 1502 zurückkehrend, stieß er augenblicklich der Frage nach der Rebellion der Val di Chiana vom Sommer des Jahres und der Frage nach der Bedrohung von Florenz durch Cesare Borgia hinzu. So war er prompt das führende Haupt der Gesandtschaft, in deren Assistenz Niccolò Machiavelli Ende Juni erstmals in Urbino persönlich auf den Papstsohn traf. Soderini hielt bei Borgia einige Tage aus und hatte im Auftrag der Republik auf Zeit zu spielen.
Als der Bruder Piero Soderini im September 1502 in das Amt eines Gonfaloniere auf Lebenszeit gewählt wurde und endgültig an die Spitze der Republik trat, fand sich in Francescos Laufbahn eine Art Entsprechung. Er hielt sich neuerlich in Frankreich auf, als er am 31. Mai 1503 noch von Alexander VI. zum Kardinal erhoben und im Juni d. J. zum Kardinalpriester von Santa Susanna ernannt wurde und somit ein höherer Kirchenhierarch war. Am 15. September 1508 wechselte er zur Titelkirche Santi XII Apostoli und am 29. Oktober 1511 wurde er zum Kardinalbischof von Sabina erhoben.
Nach dem Sturz der florentinischen Republik im Spätsommer 1512 fielen die Soderini bei den zurückgekehrten Medici in Ungnade. Allerdings sprach Kardinal Giovanni de’ Medici, der im März 1513 gewählte Papst Leo X., eine Amnestie aus. Am 18 Jul 1516 wurde Soderini zum Kardinalbischof des suburbikarischen Bistums Palestrina ernannt. Später geriet Francesco Soderini erneut in Gefahr, da er im Sommer 1517 in die so genannte Kardinalsverschwörung verwickelt war und nach der Aufdeckung des Mordkomplotts aus Rom fliehen musste.
Als die italienischen Kriege nach dem Tod Leos X. vom Dezember 1521 auf Messers Schneide zwischen Frankreich und Spanien standen, kehrte Francesco Soderini mit einem spektakulären und polemischen Auftritt nach Rom zurück. Nachdem Hadrian VI. aus dem Konklave als neuer Papst hervorgegangen war, versuchte er weiterhin, mit der Hilfe der französischen Partei gegen die Herrschaft der Medici in Florenz zu konspirieren. Wenige Tage nach dem Scheitern dieser Verschwörung verstarb der Bruder Piero im Juni 1522. Francesco überlebte in Rom, wurde jedoch einige Zeit später – Hadrian VI. hatte sich inzwischen von Spanien nach Italien verfügt – am 26. April 1523 nach einer Papstaudienz verhaftet.
Gewählt am 19. November 1523, rehabilitierte Clemens VII., der zweite Medici-Pontifex, Soderini umgehend und ernannte ihn am 9. Dezember 1523 zum Kardinalbischof von Porto e Santa Rufina sowie bereits am 18. Dezember desselben Jahres zum Kardinalbischof von Ostia e Velletri. Der Kardinal überlebte dies jedoch um nur wenige Monate; er starb am 17. Mai 1524 in Rom. Die Todesursache war möglicherweise die Pest. Der Beisetzung in der Kirche Santa Maria del Popolo durften aufgrund der in der Stadt umgehenden Seuche nur hohe Kirchenamtsträger beiwohnen. Die Trauerrede hielt der Gelehrte Battista Casali mit besonderem Hinweis auf die Aspekte von fortuna und virtus im Leben von Francesco di Tommaso Soderini.